# Centropyge deborae
Centropyge deborae is een straalvinnige vissensoort uit de familie van de engel- of keizersvissen (Pomacanthidae). De wetenschappelijke naam van de soort is voor het eerst geldig gepubliceerd in 2012 door Shen, Ho & Chang.